# Municipio de Brooking
El municipio de Brooking (en inglés: Brooking Township) es un municipio ubicado en el condado de Jackson en el estado estadounidense de Misuri. En el año 2010 tenía una población de 77014 habitantes y una densidad poblacional de 617,95 personas por km².

## Geografía
El municipio de Brooking se encuentra ubicado en las coordenadas 38°59′24″N 94°28′28″O / 38.99000, -94.47444. Según la Oficina del Censo de los Estados Unidos, el municipio tiene una superficie total de 124.63 km², de la cual 124.2 km² corresponden a tierra firme y (0.34%) 0.43 km² es agua.

## Demografía
Según el censo de 2010, había 77014 personas residiendo en el municipio de Brooking. La densidad de población era de 617,95 hab./km². De los 77014 habitantes, el municipio de Brooking estaba compuesto por el 44.2% blancos, el 49.73% eran afroamericanos, el 0.4% eran amerindios, el 0.79% eran asiáticos, el 0.12% eran isleños del Pacífico, el 1.44% eran de otras razas y el 3.32% pertenecían a dos o más razas. Del total de la población el 4% eran hispanos o latinos de cualquier raza.